# Александра Федорива
Александра Андрејевна Федорива (рус. Александра Андреевна Федорива; Москва, 13. септембар 1988) је руска атлетичарка, специјалиста за дисциплине 100 м, 200 м и 400 м. Од 2008. је репрезентативка Русије и чланица штафета 4 х 100 м и 4 х 400 м .

## Спортска каријера
Атлетиком се почела бавити са 11 година. Тренери су јој до данас родитељи такође атлетичари Андреј Федорив и Л. Федорива. Тренирала је поред трчања на 100 и 200 метара и трчање на 100 метара са препонама, са којом је и почела значајнија такмичења.
На првом великом Такмичењу Светском јуниорском првенству у Пекингу 2006. у дисциплини 100 метара препоне освојила је 4. место. Следеће године пласирала се у финале на Европском првенства за јуниоре у Хенгелоу са најбољим дотадашњим личним резултатом од 13,12 што је био руски јуниорски рекорд на 100 метара са препонама.
Као члан руске репрезентације учествовала је на Олимпијским играма 2008 и у штафетом 4 х 100 м заједно са Јевгенијом Пољаковом, Јулијом Гушчином и Јулијом Чермошанском освојила је златну медаљу, испред Белгије и Нигерије, користећи дисквалификацију штафете Јамајке. На тим играма је појединачно учествовала у трци на 200 метара, где је испала у полуфиналу после осмог места у 2. полуфиналној трци са 23,22.

## Значајнији резултати
| Год. | Такмичење                    | Место              | Пласман | Дисциплина    | Резултат |
| ---- | ---------------------------- | ------------------ | ------- | ------------- | -------- |
| 2006 | Светско јуниорско првенство  | Пекинг, Кина       | 4       | 100 м препоне |          |
| 2007 | Европско јуниорско првенство | Хенгело Холандија  |         | 100 м препоне | 13,12    |
| 2008 | Летње олимпијске игре        | Пекинг, Кина       |         | 4 х 100 м     | 42,31    |
| 2009 | Европско првенство У-23      | Каунас, Литванија  |         | 200 м         | 22,97    |
| 2010 | Европска Суперлига           | Берген, Норвешка   | 1.      | 4 х 100 м     | 42,98    |
| 2010 | Европско првенство           | Барселона, Шпанија |         | 200 м         | 22,44    |
| 2010 | Континентални куп            | Сплит, Хрватска    | 1.      | 200 м         | 22,86    |
| 2012 | Светско првенство у дворани  | Истанбул, Турска   | 2.      | 400 м         | 51,76    |
| 2012 | Светско првенство у дворани  | Истанбул, Турска   |         | 4 х 400 м     | 3:29,55  |

## Награде и признања
- Орден пријатељства (Орден Дружбы) за њен велики допринос у развоју физичке културе и спорта и висока спортска достигнућа на ЛОИ 2008. у Пекингу[1]
- Заслужни мајстор спорта Русије